# Dream Warriors (chanson)
Pour les articles homonymes, voir Dream Warriors (groupe).
Singles de Dokken
It's Not Love
(1986) Burning Like a Flame
(1987)
Dream Warriors est une chanson écrite par les membres de Dokken George Lynch et Jeff Pilson pour le film Les Griffes du cauchemar (A Nightmare on Elm Street 3: Dream Warriors). La chanson fut publiée en single le 10 février 1987. La chanson fut plus tard remixée pour la sortie du quatrième album studio de Dokken, Back for the Attack.
Le clip vidéo comporte des séquences du films avec quelques scènes originales du personnage de Patricia Arquette Kristen Parker, qui est menacée par Freddy Krueger avant d'être secourue par Dokken, qui chasse Freddy avec la puissance de la musique rock. À la fin de la vidéo, Freddy se réveille dans son lit répliquant: « What a nightmare! Who were those guys? » (« Quel cauchemar ! Qui étaient ces gars ? »).
Une piste des sessions de  l'album Under Lock and Key se trouve également sur le single, intitulée Back for the Attack. Le groupe aima le titre de cette chanson et l'a utilisé pour le nom de leur quatrième album. Même si la chanson ne fut pas retenue pour cet album.
La dernière chanson était une réédition de Paris is Burning, parue à l'origine en 1983 sur la version américaine de l'album Breaking the Chains. L'édition européenne originale de 1981 de Breaking the Chains possédait un enregistrement "studio" de la chanson.
Le single s'est classé à la 22e place au Mainstream Rock Tracks chart. 
En 2018, elle est reprise par K.J. Apa, Ashleigh Murray, Camila Mendes et Lili Reinhart dans le quatrième épisode de la troisième saison de la série télévisée Riverdale.

## Liste des titres
| A.  | Dream Warriors (Vocal)        | Lynch, Pilson | 3:52 |
| B1. | Back for the Attack (Vocal)   | ???           | 3:51 |
| B2. | Paris is Burning (Vocal edit) | Lynch, Dokken | 3:37 |

| 1. | Dream Warriors (remix)  | Lynch, Pilson | 3:52 |
| 2. | Back for the Attack     | ???           | 3:51 |
| 3. | Paris is Burning (edit) | Lynch, Dokken | 3:37 |

## Composition du groupe
- Don Dokken – chants
- George Lynch – guitare
- Jeff Pilson – basse, chœurs
- Mick Brown – batterie

## Producteurs
- Produit par Neil Kernon (1, 2).
- Produit par Michael Wagener  (2, 3).
- Produit par Dokken (3).